# Касабланкас, Джулиан
Джу́лиан Ферна́ндо Касабла́нкас (англ. Julian Fernando Casablancas; 23 августа 1978, Нью-Йорк) — американский певец, мультиинструменталист, вокалист, и автор песен американских рок-групп The Strokes и The Voidz. Помимо участия в группах, в 2009 году Касабланкас записал свой дебютный сольный альбом Phrazes for the Young, для выпуска которого он создал собственный независимый лейбл Cult Records. В июне 2014 года Cult Records заключил договор на обслуживание лейбла с Kobalt Music Recordings, и в настоящее время представляет нескольких артистов, включая Cerebral Ballzy, The Growlers, Rey Pila и Karen O.

## Ранние годы
Джулиан Касабланкас родился в Нью-Йорке, США, в семье испано-американского бизнесмена Джона Касабланкаса, основателя модельного агентства Elite Model Management, и бывшей модели Жаннетт Кристенсен («Мисс Дания» в 1965 году). Его дедушка, Фернандо Касабланкас, — известный бизнесмен в сфере текстильной промышленности. Родители Джулиана развелись, когда тому было девять, и его растила мать.
Касабланкас познакомился с первым будущим участником The Strokes, Николаем Фрейтюром (Nikolai Fraiture), в Lycée Français de New York, французской языковой школе в Нью-Йорке, которую они оба посещали, будучи подростками. В 14 лет Джулиана поймали за употреблением спиртного перед занятиями, из-за чего он был вынужден дважды в неделю проходить реабилитацию в центре Phoenix House. Вскоре после этого отец отправил его учиться в Institut Le Rosey, элитный пансион в Швейцарии, где Джулиан встретил Альберта Хэммонда-младшего (Albert Hammond, Jr.), будущего ритм-гитариста The Strokes. Вернувшись в Нью-Йорк, Касабланкас продолжил обучение в частной школе The Dwight School, где познакомился ещё с двумя единомышленниками: Ником Валенси (Nick Valensi) и Фабрицио Моретти (Fabrizio Moretti).
Касабланкас бросил школу в выпускном классе и поступил в колледж Five Towns College, где проучился всего год. После он устроился барменом и всецело посвятил себя занятию музыкой.

## Карьера музыканта

### The Strokes
Вокал Касабланкаса сочетает в себе элементы речитатива и соула. Вдохновляли певца Боб Марли, Лу Рид, Бенджамин Бриттен, Майкл Джексон и The Doors. Джулиан признался, что его любимая песня — «A Change Is gonna Come» Сэма Кука.
Касабланкас — главный автор песен в группе, он крайне щепетильно подходит к процессу сочинения, и, несомненно, вносит самый большой вклад в звук The Strokes. Джулиан пишет музыку для различных инструментов, а также использует клавишные для написания гитарных аранжировок. На записях The Strokes Джулиан присутствует лишь как вокалист, кроме песни «Evening Sun», где он играет на вторых барабанах.
Голос музыканта в первых двух альбомах группы записан с использованием фильтров. Для записи третьего же их студийного альбома, First Impressions of Earth, Джулиан не стал использовать голосовые фильтры, отчего его вокал стал заметно громче и яснее. Касабланкас заявил, что это сделано ради нового стиля песен, а не потому что он стал менее критичен к своему голосу.

### Сольный альбом
18 сентября 2009 года в британском вечернем шоу Зейна Лоу был представлен первый сингл с будущего альбома Phrazes for the Young под названием «11th Dimension». Сам альбом был записан в Лос-Анджелесе, Небраске и родном городе Касабланкаса, Нью-Йорке, и спродюсирован Джейсоном Лейдером. Он вышел в свет 2 ноября в Великобритании и 3 ноября в США. Название «Phrazes for the Young» — отсылка к книге Оскара Уайльда «Заветы молодому поколению» (англ. «Phrases and Philosophies for the Use of the Young»).

### Участие в других проектах
- Миди-гитара и бэк-вокал в «Sick, Sick, Sick» с Queens of the Stone Age.
- Бас-гитара и бэк-вокал в «Scared» Альберта Хэммонда-младшего.
- В 2008 Джулиан записал песню «My Drive Thru» вместе с американской певицей Santogold и Фарреллом Уильямсом из N*E*R*D для американской обувной компании Converse. Касабланкас также появлялся в их рекламной кампании.
- В 2009 он записал песню «Boombox» c группой The Lonely Island для их дебютного альбома.
- Также работал вместе с музыкантом Danger Mouse и группой Sparklehorse над песней «Little Girl».
- Исполнил песню «I Wish It Was Christmas Today» на шоу Late Night with Jimmy Fallon 21 декабря 2009 года.
- Джулиан участвовал в создании песни «Forrest Gump» немецкой электро-поп группы Digitalism
- В 2013 Джулиан работал вместе с группой Daft Punk над треком «Instant Crush». Благодаря этому сотрудничеству он был удостоен премии «Грэмми» как соавтор альбома Random Access Memories.
- В 2024 появился на ремиксе песни «mean girls» Charli XCX в альбоме «brat and it's completely different but also still brat».

Касабланкас также послужил вдохновением для художницы Элизабет Пейтон и некоторых музыкантов. Песня Кортни Лав «But Julian, I’m a Little Bit Older Than You» из её дебютного сольного альбома America's Sweetheart посвящена Джулиану Касабланкасу.

## Личная жизнь
5 февраля 2005 года Джулиан женился на Джульет Жослин (Juliet Joslin), бывшем менеджере The Strokes. В марте 2010 у пары родился сын. В 2020 году пара развелась.

## Дискография

### Как участник The Strokes
- The Modern Age (EP, 29 января 2001)
- Is This It (LP, 27 августа 2001)
- Room on Fire (LP, 28 октября 2003)
- First Impressions of Earth (LP, RCA, 3 января 2006)
- Angles (LP, RCA/Rough Trade, 21 марта 2011)
- Comedown Machine (2013)
- Future Present Past (EP, 2016)
- The New Abnormal (2020)[10]

### Как участник The Voidz
- Tyranny (LP, 23 сентября 2014)
- Virtue (LP, 30 марта 2018)
- Like All Before You (LP, 20 сентября 2024)

### Как соло-исполнитель
- Phrazes for the Young (LP, Rough Trade, 2 ноября 2009)
- I Wish It Was Christmas Today (EP, Rough Trade, 21 декабря 2009)
- 11th Dimension (EP, Rough Trade, 2010)